# Yawmzir
 (décembre 2016).
Si vous disposez d'ouvrages ou d'articles de référence ou si vous connaissez des sites web de qualité traitant du thème abordé ici, merci de compléter l'article en donnant les références utiles à sa vérifiabilité et en les liant à la section « Notes et références ».
Yawmzir est un village côtier situé au nord du Maroc à 30 km d'Al-Hoceima.

## Éducation
Le village possède une école primaire : madrassat Aoulad Amghar, allant de la première classe jusqu'à la sixième classe. La plupart des élèves qui veulent continuer leurs études se déplacent dans les villes voisines : Al Hoceima, Nador, etc.

## Tourisme
Le village manque d'infrastructures pour l'accueil des touristes, en particulier de routes.
Cependant, ces dernières années, la route de Sahili permet l'afflux de touristes espagnols.

## Santé
Yawmzir possède un centre sanitaire pour les soins de première nécessité.

## Économie
La grande majorité des habitants vivent de la pêche ou de l'agriculture.
Ces dernières années le village voit arriver des gens de toute l'Afrique pour tenter le passage vers l'Espagne. Yawmzir est aussi un lieu incontournable pour les passeurs[réf. nécessaire].